# Milad Karimi
Milad Karimi, född 21 juni 1999, är en kazakisk gymnast.

## Karriär
Vid världsmästerskapen i artistisk gymnastik 2023 tog han brons i fristående.